# Alma Mater Europaea
Die Alma Mater Europaea, kurz AMEU, ist eine Universität in Slowenien, die aus einer 2010 gegründeten Initiative der Europäischen Akademie der Wissenschaften und Künste mit Sitz in Salzburg hervorgegangen ist. Sie verfügt über Standorte in Slowenien, Italien, Österreich und Kroatien. Sie hat etwa 2000 Studierende aus 30 Ländern und 25 Doktoranden-, Master- und Bachelor-Studiengänge.

## Überblick
Ziel von Alma Mater Europaea ist es Führungspersönlichkeiten und -eliten in den Bereichen Bildung, Kultur, Wirtschaft, Recht, Gesundheit, Ernährung und Umwelt zu fördern. Mit einem Netzwerk von Universitäten und Hochschulen in europäischen Ländern sollen europäische Traditionen und kulturelle Vielfalt in Studien- und Kursprogrammen vermittelt werden. Wichtig wird die Kombination von Wissenschaft, Praxis und Interkulturalität als unabdingbare Führungsfähigkeiten angesehen, um in der komplexen Welt der Globalisierung erfolgreich agieren zu können.

## Historie
2010 wurde Alma Mater Europaea durch Stefan Brunnhuber (Universität Leipzig), Peter Graf (Universität Osnabrück), Felix Unger (Universität Salzburg) und Werner Weidenfeld (LMU München) gegründet. Die Gründungskonferenz fand 2011 in München mit Rainer von Aufschnaiter, Helmut Reinalter, Michael von Hauff, Peter A. Wilderer, Ludwig Tavernier, Peter Graf, Joseph Straus, Werner Weidenfeld, Wolf. D. Hartmann, Brigitte Tag, Stefan Brunnhuber, Felix Unger und Paul Kirchhof statt.

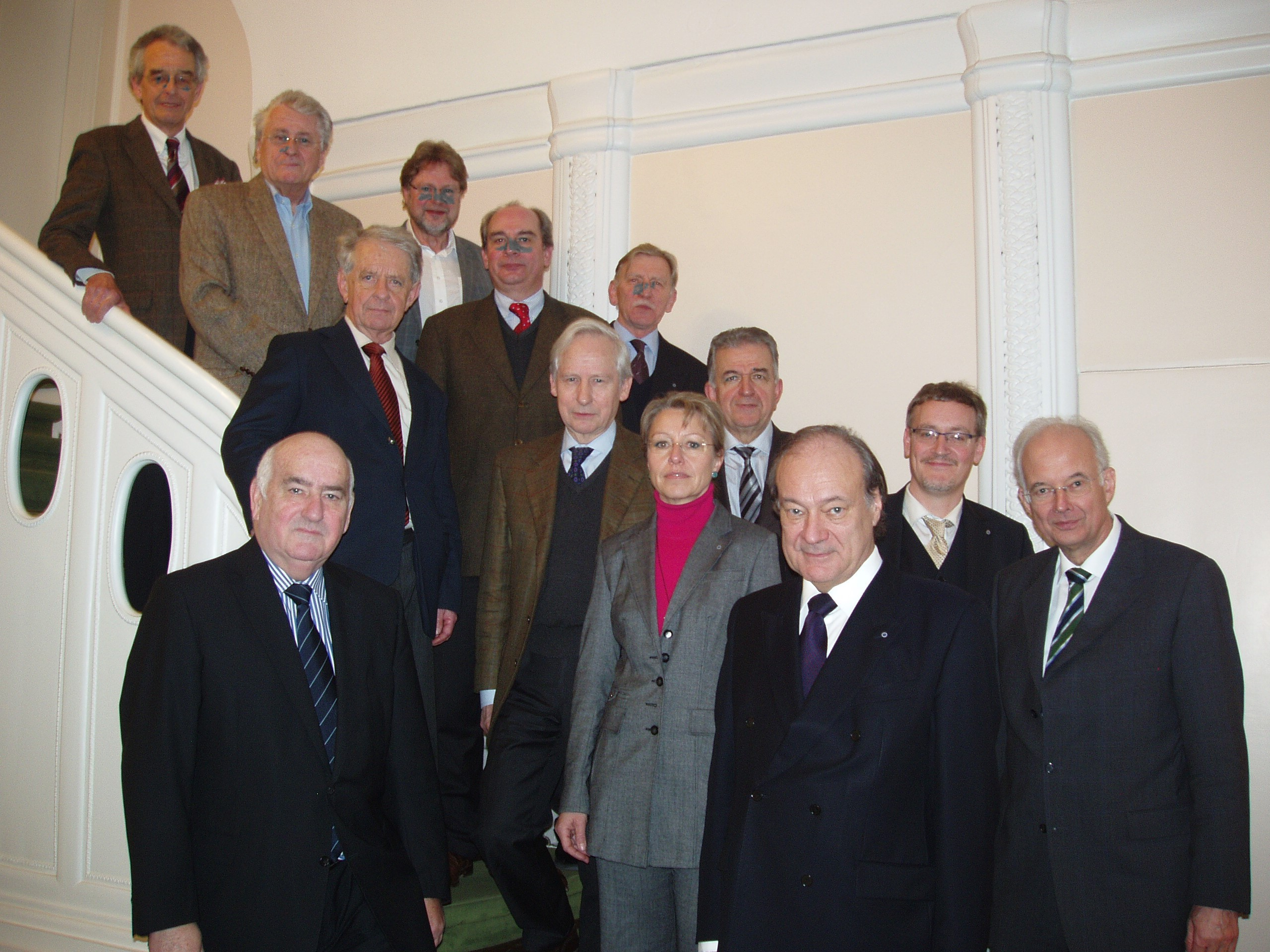
Gründungskonferenz 2011 in München mit Rainer von Aufschnaiter, Helmut Reinalter, Michael von Hauff, Peter A. Wilderer, Ludwig Tavernier, Peter Graf, Joseph Straus, Werner Weidenfeld, Wolf. D. Hartmann, Brigitte Tag, Stefan Brunnhuber, Felix Unger und Paul Kirchhof

Präsident der Alma Mater Europaea ist Felix Unger; er wird unterstützt von den Vizepräsidenten Wilfried Bergmann und Ludvik Toplak. Das Rektorat hat Werner Weidenfeld inne.
Folgende Standorte wurden in einem Netzwerk eingerichtet:
- Alma Mater Europaea, Salzburg[10]
- Alma Mater Europaea, Campus Wien[2]
- Alma Mater Europaea Universität, Slowenien mit Ablegern in Maribor, Ljubljana, Murska Sobota und Zagreb
- Institut für medizinische Ethik, Grundlagen und Methoden der Psychotherapie und Gesundheitskultur (IEPG) in Mannheim
- Centrum für angewandte Politikforschung (CAP) der Ludwig-Maximilians-Universität München
- Technische Hochschule Deggendorf
- International School on Safety and Environmental Protection ISSEP in Ascoli Piceno, Italien
- KSHM Rezonanca – Medizinische Fakultät – Priština, Kosovo

Im Jahr 2011 eröffnete die Alma Mater Europaea in Maribor, Slowenien, mit der Alma Mater Europaea - European Center Maribor,  ECM (Europäisches Zentrum Maribor) ihren ersten Campus. Im Jahr 2011 waren auf diesem Campus rund 500 Studenten eingeschrieben. Im Juli 2011 war die Universität außerdem Co-Sponsor einer Sommerschule in St. Gallen, Schweiz. Im Jahr 2024 hatte die Alma Mater Europaea University in Slowenien 2000 Studierende aus 30 Ländern und 25 Studienprogrammen.

## Standorte und Abteilungen
Seit 2011 finden in Maribor, seit 2014 in Salzburg sowie in einigen anderen europäischen Städten Vorlesungen statt. Derzeit verfügt die Universität über Standorte in Salzburg, Ljubljana, Maribor und Murska Sobota. Während sich Verwaltung und Büros überwiegend in Salzburg und Maribor befinden, werden die Vorlesung vor allem in Ljubljana, Koper und Murska Sobota abgehalten.
- Abteilung für Physiotherapie
- Abteilung für Krankenpflege
- Abteilung für Sozialgerontologie
- Abteilung für Management und Europastudien
- Abteilung für Archivstudien und Dokumentologie

## Programme
- Europäisches Leadership-Programm, das zukünftige europäische Denker hervorbringt; Die Studien konzentrieren sich auf EU Leadership, Kultur, Politikwissenschaften, Recht und Menschenrechte.
- Europäische Betriebswirtschaftslehre, die zukünftige europäische Wirtschaftsführer hervorbringt; Dieses europäische MBA-Programm konzentriert sich auf politische Führung und Strategien, europäische Identität und politische Kultur, Transformation und Entwicklung Europas, soziale Reformen, nachhaltige Entwicklung und Globalisierung.
- Theologische Studien, die am neu eingerichteten Europäischen Dialogzentrum für theologische Studien studiert werden können. Es entsteht ein Netzwerk des Dialogs zwischen Katholizismus, Orthodoxie und Islam mit dem Schwerpunkt auf die Frage „Was denken die anderen anders?“[13]

Für 2024 hat Alma Mater seinen Campus in Österreich angekündigt. Unter dem Namen Alma Mater Europaea, Campus Wien, kurz Alma Mater Vienna, begann das Studium der Physiotherapie, der Krankenpflege und der Promotion in Künstlicher Intelligenz. Es wurden Standorte in Wien, Klagenfurt und Salzburg angekündigt.

## Alma Mater Europaea, Campus Wien
Im Mai 2024 eröffnete Alma Mater seinen Campus in Österreich. Unter dem Namen Alma Mater Europaea, Campus Wien, kurz Alma Mater Wien, begann das Bachelorstudium in Physiotherapie und Krankenpflege sowie das Doktor-Studium in Künstlicher Intelligenz. Es wurden Standorte in Wien, Klagenfurt und Salzburg angekündigt. Dr. Maximilian-Niklas Bonk ist Studiendekan des Campus Wien.

## Alma Mater Europaea University
Alma Mater Europaea University (ehemals Alma Mater Europaea – European Center Maribor (ECM) / Europäisches Zentrum Maribor) ist eine akkreditierte gemeinnützige Universität und Teil der internationalen Universität Alma Mater Europaea der Europäischen Akademie der Wissenschaften und Künste. Alma Mater Europaea - ECM bietet Doktor-, Master- und Bachelor-Studiengänge in den Bereichen Geisteswissenschaften, Sozialgerontologie, Ökologie, Wirtschaft, Europastudien, Projektmanagement sowie Sozialwissenschaften, Gesundheitswesen, Krankenpflege und Physiotherapie an. Das Institutum Studiorum Humanitatis, die älteste slowenische private Hochschule, ist 2014 der Alma Mater Europaea beigetreten. Das Institutum Studiorum Humanitatis (ISH) ist eine international bekannte Graduiertenschule für Philosophie, der Slavoj Žižek und zahlreiche andere weltweit führende Philosophen angehörten. Das Institutum Studiorum Humanitatis (ISH) wurde 1992 gegründet. Seit 2015 ist eine Tanzakademie Teil der Alma Mater, die einzige slowenische akkreditierte Institution, die Diplome in Ballett und Tanzstudien anbietet.
Der Rektor der Alma Mater Europaea Universität ist Professor Dr. Ludvik Toplak, Slowenischer Rechtsprofessor sowie ehemaliger Politiker, Botschafter und Mitglied des Parlaments.
Im März 2024 erhielt sie die Universitätsakkreditierung und erhielt den Namen Alma Mater Europaea University.

## “It’s About People” Konferenz
„It’s About People“ ist eine jährliche einwöchige multidisziplinäre Konferenz, die von der Europäischen Akademie der Wissenschaften und Künste und der Universität Alma Mater Europaea organisiert wird. Die Konferenz heißt regelmäßig Leiter nationaler Wissenschaftsakademien, Universitätsrektoren, politische Führer einschließlich EU-Kommissionsmitglieder, Richter des Europäischen Gerichtshofs für Menschenrechte und höchster nationaler Gerichte sowie Wissenschaftler renommierter Universitäten wie Harvard, Yale, Oxford, Cambridge und Columbia willkommen.
Traditionell übernimmt der slowenische Präsident die Ehrenschirmherrschaft über die Veranstaltung. Die Konferenz wurde zwischen 2018 und 2022 vom ehemaligen Präsidenten Borut Pahor und 2023 von Präsidentin Nataša Pirc Musar eröffnet. An der elften Konferenz im Jahr 2023 nahmen über 300 Referenten aus 30 Ländern in 80 Panels teil. Die Vizepräsidenten der Europäischen Kommission Maroš Šefčovič und Dubravka Šuica sowie die EU-Kommissarin Mariya Gabriel haben auf der Konferenz gesprochen.

## Belege
1. 1 2  STA: Alma Mater Europaea - ECM postala univerza. Abgerufen am 25. März 2024.
2. 1 2  Neue Universität in Wien: Alma Mater Europaea eröffnet neuen Universitätsstandort in Wien. 23. Mai 2024, abgerufen am 7. Juni 2024.
3. 1 2  STA: Alma Mater Europaea in Maribor becomes university. Abgerufen am 7. Juni 2024.
4. ↑  Objectives of AMEU (Memento vom 4. August 2018 im Internet Archive), Alma Mater Europaea, abgerufen am 4. August 2018 (englisch)
5. ↑  The Founders are (Munich, 2010) (Memento vom 4. August 2018 im Internet Archive), Alma Mater Europaea, abgerufen am 4. August 2018 (englisch)
6. ↑  Founding Convention (Munich, 2011) (Memento vom 4. August 2018 im Internet Archive), Alma Mater Europaea, abgerufen am 4. August 2018 (englisch)
7. ↑  Pläne zur Gründung der ALMA MATER EUROPAEA (Memento vom 4. August 2018 im Internet Archive), Universität Koblenz-Landau vom 5. Februar 2011, abgerufen am 4. August 2018
8. ↑  Gründung des 'Europäischen Verbundes für territoriale Zusammenarbeit, CAP/LMU München vom 20. Oktober 2017, abgerufen am 4. August 2018
9. ↑  Alma Mater Europaea Alliance. Abgerufen am 24. Mai 2023.
10. ↑  Alma Mater Europaea. Abgerufen am 22. Mai 2023.
11. ↑  Alma Mater Europaea. Abgerufen am 22. Mai 2023.
12. ↑  Alma Mater Europaea Summerschool 2011. Archiviert vom Original (nicht mehr online verfügbar) am 3. April 2012; abgerufen am 22. Mai 2023.
13. ↑  Alma Mater Europaea Board meeting, Munich, Germany, 18 February 2011. Archiviert vom Original (nicht mehr online verfügbar) am 4. Oktober 2013; abgerufen am 22. Mai 2023.
14. ↑  Alma Mater Europaea, campus Wien: Bachelor-Studium Physiotherapie. Abgerufen am 11. Mai 2024 (amerikanisches Englisch).
15. 1 2 3  Neue Universität in Wien: Alma Mater Europaea eröffnet neuen Universitätsstandort in Wien. 23. Mai 2024, abgerufen am 7. Juni 2024.
16. ↑  Alma Mater Europaea, campus Wien: Bachelor-Studium Physiotherapie. Abgerufen am 11. Mai 2024 (amerikanisches Englisch).
17. ↑  Events-alma.mater.at. Abgerufen am 23. Mai 2023.
18. ↑  Slovenia Times. Abgerufen am 23. Mai 2023.
19. ↑  Vsak dan prvi-24ur. www.24ur.com. Abgerufen am 23. Mai 2023.
20. ↑  Digitalna preobrazba je nujnost, a ne pozabiti na človečnost. Abgerufen am 23. Mai 2023.
21. ↑  Conference urges putting technology into service of security and dignity. Abgerufen am 23. Mai 2023.
22. ↑  Dekanja z Oxforda. Abgerufen am 23. Mai 2023.
23. ↑  Pandemija je razgalila tudi pomanjkljivosti digitalnega učnega procesa. Abgerufen am 23. Mai 2023.
24. ↑  AMEU-ECM. Abgerufen am 23. Mai 2023.